# Сензас
Сензас — посёлок в Таштагольском районе Кемеровской области. Входит в состав Усть-Кабырзинского сельского поселения.

## История
Во времена СССР — посёлок Усть-Кабырзинского сельсовета Таштагольского горисполкома.

## География
Посёлок Сензас расположен в восточной части Таштагольского района, в месте слияния двух рек — Сынзас и Рамзас.
Центральная часть населённого пункта расположена на высоте 517 метров над уровнем моря.

## Население
В 1968 году проживало 364 жителя.
По данным Всероссийской переписи населения 2010 года, в посёлке Сензас проживает 32 человека (17 мужчин, 15 женщин).